# Gone Troppo
Vous lisez un « article de qualité » labellisé en 2012.
Albums de George Harrison
Somewhere in England
(1981) Cloud Nine
(1987)
Singles
1. Wake Up My Love / Greece
Sortie : 8 novembre 1982
2. I Really Love You / Circles
Sortie : 9 février 1983 (États-Unis et Canada uniquement)
3. Dream Away / Unknown Delight
Sortie : février 1983 (Japon)

Gone Troppo est le huitième album studio de George Harrison, publié en novembre 1982. Il fait suite à la sortie, un an plus tôt, de l'album Somewhere in England au succès mitigé, et qui avait été fortement modifié à la demande des distributeurs de Warner Bros. Records, au grand dam du musicien. Dépité par cette intervention dans son travail, et désireux de finir son contrat pour pouvoir prendre de la distance avec un monde musical dans lequel il se reconnaît peu, Harrison enregistre cet album de façon assez négligée, au printemps 1982, avec quelques amis, dans son studio personnel de Friar Park.
Sorti sans aucune promotion ou presque, l'album est par ailleurs handicapé par une pochette souvent jugée laide, patchwork de photos qui contient même une recette de fabrication de ciment. Il se dégage de cette pochette et du texte de certaines chansons une impression de laisser-aller et d'envie de vacances imminentes. Harrison y exprime également son dépit vis-à-vis du monde actuel et sa propre passivité, ainsi que certains constats sur la façon dont sa musique est perçue. De façon générale, l'album est assez mal perçu par les quelques critiques qui s'intéressent à lui. Le public l'ignore et, avec une absence totale des charts britanniques et une 108e place aux États-Unis, c'est le plus grand échec de l'ex-Beatle au sein de sa discographie en studio.
Après ce disque, libéré de toute contrainte et devant l'accueil très froid qui lui est réservé, George Harrison se retire pour cinq ans des studios d'enregistrement. Par la suite, cependant, plusieurs des chansons qui sont issues de Gone Troppo trouvent leur place sur une compilation et l'une d'entre elles est même interprétée durant le Concert for George en 2002 en hommage à son auteur. Le disque est quant à lui réédité en 2004 au sein d'un coffret retraçant cette période de la carrière du musicien.

## Historique

### Contexte et enregistrement

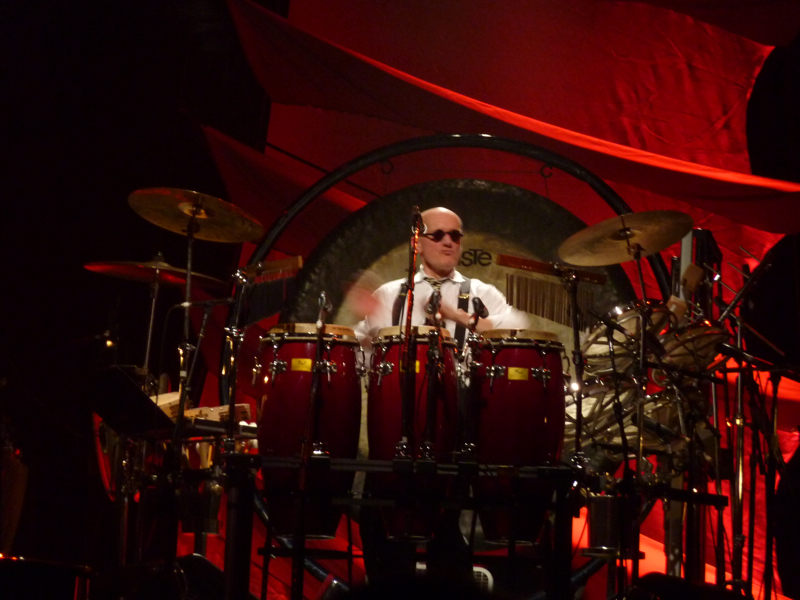
Le percussionniste Ray Cooper joue sur l'album aux côtés de Harrison et l'assiste à la production, comme sur son album précédent.

En 1982, George Harrison est particulièrement dépité vis-à-vis de l'industrie du disque. La société qui distribue ses disques, Warner Bros. Records, s'est montrée particulièrement intrusive dans sa production artistique en lui demandant de revoir sa copie lors de la sortie de son album précédent, Somewhere in England : c'est contraint et forcé qu'il avait dû en éliminer quatre chansons pour les remplacer par de nouvelles compositions plus commerciales. Déjà rendu furieux par cette contestation de son potentiel, il voit également l'éditeur refuser sa proposition de pochette. Harrison se montre donc assez amer contre les « hommes en costume » qui l'ont forcé à tant de changements.
Par ailleurs, Harrison ne fait plus, en ce début de décennie, de la musique son activité principale. Il se consacre beaucoup au cinéma, et produit plusieurs films à succès par le biais de sa société HandMade Films. Il participe notamment au film Bandits, bandits de Terry Gilliam sorti en 1981, en composant la chanson Dream Away pour le générique. Par ailleurs, passionné d'automobile, Harrison décide de suivre les Grands Prix de Formule 1 à travers le monde, ce qui occupe une grande part de son temps.
C'est donc un George Harrison particulièrement distant vis-à-vis du monde musical qui entre en studio en 1982 avec, plus que l'envie de faire un album, celle d'en finir avec le contrat qui l'oblige à enregistrer alors qu'il n'en ressent plus l'envie. C'est ainsi que l'album qui en découle, Gone Troppo, est souvent considéré comme bâclé. Les sessions d'enregistrement s'étendent de mai à août 1982, dans le studio personnel de Harrison, à Friar Park. L'ambiance y est détendue, et plus proche de la réalisation d'un disque entre amis, pour s'amuser, que de sessions d'un album très travaillé. La plupart des musiciens viennent ainsi des environs, et peu d'Américains sont présents sur le disque, à l'exception d'apparitions ponctuelles, notamment du batteur Jim Keltner et de Billy Preston, fidèles de Harrison. Parmi les participants britanniques, on retrouve notamment Jon Lord de Deep Purple derrière les claviers de certaines chansons, le bassiste Herbie Flowers et le batteur Henry Spinetti. Le disque est coproduit par Harrison et son ami Ray Cooper, ainsi que par Phil McDonald, qui avait été ingénieur du son pour les Beatles et occupe cette fonction sur Gone Troppo en plus de la production.

### Parution et réception
Gone Troppo sort début novembre 1982, pour connaître un succès quasiment nul. La critique n'y prête presque aucune attention à l'époque, et le public encore moins. Même lors de ses précédentes baisses de régime, Harrison était toujours parvenu à rester dans les charts de façon assez honorable. Gone Troppo ne pénètre pas dans les classements britanniques, et n'atteint que la 108e place des classements aux États-Unis. De même, le single Wake Up My Love qui en est tiré à la même époque ne connaît aucun succès en Grande-Bretagne, mais atteint la 54e place aux États-Unis. Ce manque de visibilité, Harrison le doit principalement à lui-même : la promotion de l'album est presque inexistante, et le musicien ne manifeste aucune ardeur pour faire connaître son disque. À cela s'ajoute une pochette aux couleurs vives et souvent jugée hideuse qu'il a fait réaliser par son ami Larry Smith : patchwork de photographies diverses sur fond à dominante jaune et bleue, on peut-même trouver, à l'intérieur, une longue recette indiquant comment préparer du ciment.
Les quelques critiques qui se prononcent au sujet de l'album sont souvent assez virulentes à son égard. À l'époque, Steve Pond de Rolling Stone déclare que « l'album se compose de ritournelles jetables, de fragments instrumentaux et de chansons d'amour stéréotypées » et que « à l'exception de l'enjoué Wake Up My Love, écrire de bonnes chansons n'était clairement pas au programme pour George ». Pour William Ruhlmann, du site AllMusic, l'album est simplement « désastreux ». Le disque se voit également reprocher une production trop chargée et parfois datée. De façon générale, la critique voit surtout dans ce disque un album de musiques que le compositeur a faites avant tout pour lui-même, sans chercher à plaire à qui que ce soit.
Certaines chansons gagnent cependant une plus grande place au sein de l’œuvre de Harrison et sont jugées assez agréables. Wake Up My Love, Gone Troppo et That's the Way It Goes apparaissent en 1989 sur la compilation Best of Dark Horse (1976-1989). La dernière est par ailleurs interprétée par Joe Brown lors du grand hommage rendu au guitariste lors du Concert for George en 2002. Enfin, Dream Away, parue en single au Japon sans grand succès, a par la suite gagné une certaine affection du public pour sa présence dans la bande-originale de Bandits, bandits : elle figure notamment au top 10 des chansons préférées de George Harrison dans un sondage organisé par la radio américaine AOL.
À la suite de l'accueil reçu par cet album, George Harrison met, pour cinq ans, un terme à sa carrière discographique, à l'exception de quelques participations, notamment à des bandes originales. Il faut attendre 1987 pour assister à son retour avec l'album Cloud Nine qui est, pour sa part, plébiscité comme un de ses meilleurs disques. Gone Troppo est également un des six albums réédités en 2004 dans le coffret The Dark Horse Years / 1976 - 1992, avec une version acoustique de Mystical One en piste bonus.

## Analyse musicale
Gone Troppo se caractérise par un ton souvent enjoué, et moins sérieux que la plupart des compositions de Harrison, jusque dans son titre même : troppo est un terme d'argot australien désignant le fait de devenir fou à cause du climat environnant. Elle se distingue ainsi par ses airs exotiques faisant écho au besoin croissant de vacances exprimé par le musicien, qui y ajoute des instruments tels que le marimba ou encore le jal tarang pour accentuer ce sentiment. C'est également l'atmosphère que retranscrit l'instrumental Greece, en quatrième position sur le disque. Enfin, cet aspect ressort légèrement dans les chœurs de la chanson Dream Away, composée et enregistrée deux ans avant le reste de l'album. La chanson d'ouverture, Wake Up My Love, est une tentative par Harrison de composer une chanson dans l'air du temps, bien qu'il se sente lui-même dépassé par le paysage musical du début des années 1980. Dans la même veine, la ballade Baby Don't Run Away est une tentative pour coller au style des chansons d'amour de l'époque, qui ne marche cependant pas vraiment : pour le journaliste Simon Leng, sa surproduction lui donne l'air de venir d'un dessin animé Disney.

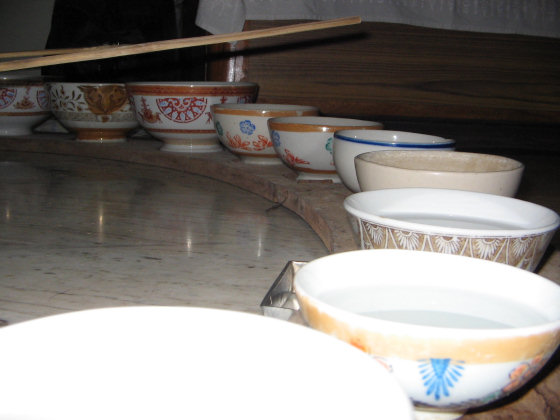
Le jal tarang est un des instruments inhabituels auxquels recourt Harrison dans Gone Troppo.

Il s'offre également quelques chansons plus réfléchies et personnelles. That's the Way It Goes est ainsi un regard désabusé sur la société : alors qu'Harrison chantait jusque-là pour faire passer des messages sur sa spiritualité, il regarde ici avec dépit le monde en décidant d'accepter passivement son injustice, ce qui est interprété tantôt comme une forme de misanthropie ou au contraire de réalisme. La chanson Mystical One est pour sa part un regard du musicien sur lui-même, avec notamment, un constat : « Ils disent que je ne suis plus ce que j'étais », et l'envie d'être accepté tel qu'il est, bien que son image et ses préoccupations aient évolué depuis l'époque des Beatles. Sur la réédition CD de 2004, une version acoustique de cette chanson est ajoutée. Enfin, dans cette veine personnelle, Unknown Delight est une chanson consacrée à l'amour paternel qu'il ressent pour son fils Dhani.
Peu connue, et clôturant l'album, Circles est une chanson assez peu commerciale et à la structure musicale complexe, qui parle du thème de la réincarnation. Il s'agit d'une chanson vieille de 15 ans, puisqu'elle avait été composée à Rishikesh au cours du séjour des Beatles en Inde en 1968, et envisagée pour apparaître sur l'« album blanc ». Son apparition sur l'album est également une forme de pied de nez à la Warner qui avait trouvé les chansons de l'album précédent trop peu commerciales, vu son peu de potentiel de ce point de vue. Enfin, il réenregistre dans le style doo-wop une chanson vieille de plus de 20 ans, I Really Love You, enregistrée par les Stereos.

## Fiche technique

### Liste des chansons
Toutes les chansons sont écrites et composées par George Harrison, sauf mention contraire.
| 1. | Wake Up My Love                      | 3:34 |
| 2. | That's the Way It Goes               | 3:34 |
| 3. | I Really Love You (Leroy Swearingen) | 2:54 |
| 4. | Greece                               | 3:58 |
| 5. | Gone Troppo                          | 4:25 |

| 1. | Mystical One        | 3:42 |
| 2. | Unknown Delight     | 4:16 |
| 3. | Baby Don't Run Away | 4:01 |
| 4. | Dream Away          | 4:29 |
| 5. | Circles             | 3:46 |

### Personnel
- George Harrison : guitares, mandoline, basse, synthétiseur, marimba, Jal tarang, chant, production
- Joe Brown : chœurs, mandoline
- Herbie Flowers : basse
- Willy Weeks : basse
- Alan Jones : basse
- Billy Preston : orgue, piano, claviers, synthétiseur, chœurs
- Mike Moran : piano, claviers, synthétiseurs, synthétiseur basse
- Jon Lord : synthétiseur
- Gary Brooker : synthétiseur
- Neil Larsen : piano
- Henry Spinetti : batterie
- Dave Mattacks : batterie
- Ray Cooper : percussions
- Jim Keltner : percussions, batterie
- Bobby King : chœurs
- Vicki Brown : chœurs
- Willie Greene : chœurs, voix basse
- Pico Pena : chœurs
- Sarah Ricor : chœurs
- Rodina Sloan : chœurs
- Syreeta : chœurs